# Bîșiv, Radehiv
Bîșiv (în ucraineană Бишів) este localitatea de reședință a comunei Bîșiv din raionul Radehiv, regiunea Liov, Ucraina. Satul este situat în nordul regiunii istorice Galiția.

## Demografie
Componența lingvistică a localității Bîșiv
     Ucraineană (100%)
Conform recensământului din 2001, toată populația localității Bîșiv era vorbitoare de ucraineană (100%).